# Koninklijke Vlaamse Imkersbond
De Koninklijke Vlaamse Imkerbond (KonVIB) is een imkersvereniging in Vlaanderen, opgericht in 1910. KonVIB richt zich op het behoud en de uitbreiding van het natuurlijke leefmilieu, met bijzondere aandacht voor de honingbij. Daarnaast biedt de bond advies aan imkers en geïnteresseerden in de bijenteelt en behartigt ze de belangen van imkers op lokaal tot wereldwijd niveau. De vereniging, met ruim 4000 leden, is ook de uitgever van een maandblad van de Vlaamse Imkersbond.
KonVIB is onderdeel van het uitgebreide netwerk van imkersbonden in Vlaanderen, dat diensten aanbiedt zoals opleiding, verzekering, en groepsaankopen voor imkers.